# Jessie Aney
Jessie Aney (* 19. April 1998 in Rochester, Minnesota) ist eine US-amerikanische Tennisspielerin.

## Karriere
Aney spielt hauptsächlich Turniere auf der ITF Women’s World Tennis Tour, wo sie bislang drei Einzel- und 22 Doppeltitel gewonnen hat.

## College Tennis
Sie spielt im College Tennis für die University of North Carolina at Chapel Hill. In der College-Tennis-Saison 2016/17 gewann sie im Oktober 2016 zusammen mit Hayley Carter die ITA Women’s All-American Championships im Damendoppel. Bei den ITA National Intercollegiate Indoor Championships 2016 erreichte sie im Dameneinzel die zweite Runde und zusammen mit Hayley Carter das Viertelfinale im Damendoppel. Bei den NCAA Division I Tennis Championships 2017 scheiterte Aney mit Partnerin Carter im Damendoppel bereits in der ersten Runde ebenso wie mit Partnerin Alexa Graham bei den ITA National Fall Championships 2017. Bei den NCAA Division I Tennis Championships 2018 erreichten die beiden das Finale.

## Turniersiege

### Einzel
| Nr. | Datum            | Turnier   | Kategorie | Belag     | Finalgegnerin                   | Ergebnis       |
| --- | ---------------- | --------- | --------- | --------- | ------------------------------- | -------------- |
| 1.  | 11. April 2021   | Schymkent | ITF W15   | Sand      | Ewjalina Laskewitsch            | 6:4, 6:2       |
| 2.  | 18. April 2021   | Schymkent | ITF W15   | Sand      | Tamara Čurović                  | 5:7, 7:66, 6:0 |
| 3.  | 13. Oktober 2024 | Mysuru    | ITF W15   | Hartplatz | Shrivalli Rashmikaa Bhamidipaty | 3:6, 6:3, 7:66 |

### Doppel
| Nr. | Datum              | Turnier                  | Kategorie | Belag             | Partnerin              | Finalgegnerinnen                                  | Ergebnis          |
| --- | ------------------ | ------------------------ | --------- | ----------------- | ---------------------- | ------------------------------------------------- | ----------------- |
| 1.  | 6. März 2021       | Antalya                  | ITF W15   | Sand              | Ingrid Gamarra Martins | Jang Su-jeong Park So-hyun                        | 6:2, 6:2          |
| 2.  | 12. Juni 2021      | Iraklio                  | ITF W15   | Sand              | Michaela Bayerlová     | Nicole Khirin Shavit Kimchi                       | 6:4, 6:4          |
| 3.  | 19. Juni 2021      | Antalya                  | ITF W15   | Sand              | Christina Rosca        | Costanza Traversi Andreea Velcea                  | 6:1, 6:0          |
| 4.  | 24. Juli 2021      | Olmütz                   | ITF W60   | Sand              | Anna Sisková           | Bárbara Gatica Rebeca Pereira                     | 6:1, 6:0          |
| 5.  | 4. Juni 2022       | Annenheim                | ITF W25   | Sand              | Lena Papadakis         | Martha Matoula Arina Gabriela Vasilescu           | 1:6, 6:3, [11:9]  |
| 6.  | 10. Juni 2022      | Pörtschach               | ITF W60   | Sand              | Anna Sisková           | Jenny Dürst Weronika Falkowska                    | 6:3, 6:4          |
| 7.  | 2. Oktober 2022    | Otočec                   | ITF W25   | Sand              | Anna Sisková           | Irina Chromatschowa Iryna Schymanowitsch          | 3:0, Aufgabe      |
| 8.  | 8. Oktober 2022    | Santa Margherita di Pula | ITF W25   | Sand              | Sapfo Sakellaridi      | Camilla Rosatello Aurora Zantedeschi              | 7:61, 6:4         |
| 9.  | 21. Oktober 2022   | Santa Margherita di Pula | ITF W25   | Sand              | Sapfo Sakellaridi      | Nuria Brancaccio Angelica Moratelli               | 7:62, 7:5         |
| 10. | 21. Januar 2023    | Tallinn                  | ITF W40   | Hartplatz (Halle) | Anna Sisková           | Freya Christie Ali Collins                        | 6:4, 63:7, [10:7] |
| 11. | 11. März 2023      | Fredericton              | ITF W25   | Hartplatz (Halle) | Dalayna Hewitt         | Quinn Gleason Jamie Loeb                          | 7:62, 6:4         |
| 12. | 22. April 2023     | Guayaquil                | ITF W25   | Sand              | Sofia Sewing           | Noelia Bouzo Zanotti Ani Wangelowa                | 6:0, 6:2          |
| 13. | 29. April 2023     | Guayaquil                | ITF W25   | Sand              | Sofia Sewing           | Ana Candiotto Rebeca Pereira                      | 6:1, 6:2          |
| 14. | 24. September 2023 | Berkeley                 | ITF W60   | Hartplatz         | María Herazo González  | Elysia Bolton Alexandra Bozovic                   | 7:5, 7:5          |
| 15. | 4. November 2023   | Solarino                 | ITF W25   | Teppich           | Lena Papadakis         | Giorgia Pedone Lisa Pigato                        | 6:3, 3:6, [10:6]  |
| 16. | 3. Februar 2024    | Indore                   | ITF W50   | Hartplatz         | Lena Papadakis         | Saki Imamura Mana Kawamura                        | 2:6, 6:0, [10:7]  |
| 17. | 24. Februar 2024   | Mexiko-Stadt             | ITF W50   | Hartplatz         | Jessica Failla         | Thaisa Grana Pedretti María José Portillo Ramírez | 3:6, 6:4, [10:8]  |
| 18. | 16. März 2024      | Montreal                 | ITF W15   | Hartplatz (Halle) | Alice Robbe            | Ashton Bowers Zuzanna Pawlikowska                 | 5:7, 6:3, [10:3]  |
| 19. | 25. Mai 2024       | Grado                    | ITF W75   | Sand              | Lena Papadakis         | Yvonne Cavalle-Reimers Aurora Zantedeschi         | 6:4, 7:5          |
| 20. | 12. Oktober 2024   | Mysuru                   | ITF W15   | Hartplatz         | Riya Bhatia            | Akanksha Dileep Nitture Soha Sadiq                | 6:1, 6:1          |
| 21. | 25. Januar 2025    | Bengaluru                | ITF W100  | Hartplatz         | Jessica Failla         | Amina Anschba Jelena Pridankina                   | 6:2, 4:6, [10:6]  |
| 22. | 8. März 2025       | Chihuahua                | ITF W50   | Sand              | Jessica Failla         | Eleni Christofi Despina Papamichail               | 6:3, 7:5          |

## Persönliches
Schwester Katie spielt Hockey und Tennis am Gustavus Adolph’s College.

## Auszeichnungen
2014 erhielt sie den Noyce Junior Sportsmanship Award sowie Sports Illustrated Sportskid of the Year.